# Jack Judge
Jack Judge, född 3 december 1878 i Oldbury, West Midlands, död 28 juli 1938 i West Bromwich,  var en engelsk vaudevilleartist, kompositör och sångtextförfattare.
Judge skrev tillsammans med Harry Williams music hall-numret "It's a Long Way to Tipperary" 1912.